# Édouard Estaunié
Édouard Estaunié (Dijon, 4 de febrero de 1862-París, 2 de abril de 1942) fue un escritor de novelas e ingeniero francés.  Inventó el término «telecomunicación» y fue miembro de la Academia Francesa.

## Obra
Sus novelas tratan la vida oculta que cada uno tiene en su ámbito privado, y cómo esta no suele aflorar en circunstancias normales. Algunas son:
- Un Simple (1888)
- Bonne Dame (1892)
- L'Empreinte (1896)
- Le Ferment (1899)
- L'Épave (1901)
- La Vie secrète, (Premio Femina, 1908)
- Les Choses voient (1913)
- Solitudes (1917)
- L'Ascension de M. Baslèvre (1920)
- L'Appel de la route (1921)
- Le Labyrinthe (1924)
- L'Infirme aux mains de lumière (1923)
- Le Silence dans la campagne (1926)
- Madame Clapain (1931)